# Elemento transurânico
Em química, elemento transurânico é o elemento químico artificial com número atômico maior do que 92, o número atômico do urânio, vindo depois deste na tabela periódica. Todos estes átomos são instáveis devido aos seus grandes núcleos, portanto são radioativos. São tidos por vezes como "elementos artificiais", já que ao longo da história do planeta Terra, estes foram decaindo para elementos estáveis, restando poucos traços deles na crosta terrestre atualmente, sendo que os poucos átomos utilizados para pesquisa são fabricados em laboratório, daí a nomenclatura artificiais.
- 93 Netúnio
- 94 Plutônio
- 95 Amerício
- 96 Cúrio
- 97 Berquélio
- 98 Califórnio
- 99 Einstênio
- 100 Férmio
- 101 Mendelévio
- 102 Nobélio
- 103 Laurêncio
- 104 Rutherfórdio
- 105 Dúbnio
- 106 Seabórgio
- 107 Bóhrio
- 108 Hássio
- 109 Meitnério
- 110 Darmstádtio
- 111 Roentgênio
- 112 Copernício
- 113 Nipónio
- 114 Fleróvio
- 115 Moscóvio
- 116 Livermório
- 117 Tenesso
- 118 Oganésson

## Elementos superpesados

Posição dos elementos transactinídeos na tabela periódica.

A expressão elementos superpesados, (também conhecidos como superátomos pesados, comumente abreviado SHE; do inglês super heavy atoms) pode referir-se a elementos além do número atômico 100, mas também pode se referir a todos os elementos transurânicos. Os elementos transactinídeos começam com rutherfórdio (número atômico 104). Eles só foram feitos artificialmente e, atualmente, não servem a nenhum propósito prático, porque suas curtas vidas os levam a decair depois de um curto espaço de tempo, que varia de alguns minutos a apenas alguns milissegundos (exceto para Dúbnio, que tem uma meia vida de mais de um dia), o que também os torna extremamente difíceis de estudar.
Todos os super-átomos pesados foram criado durante a última metade do século XX, e estão continuamente a ser criados durante o século XXI conforme a tecnologia avança. São criadas através do bombardeio de elementos em um acelerador de partículas. Por exemplo, a fusão nuclear de califórnio-249 e de carbono-12 cria o rutherfórdio. Estes elementos são criados em quantidades na escala atômica e nenhum método de criação de massa foi encontrado.